# 項元汴

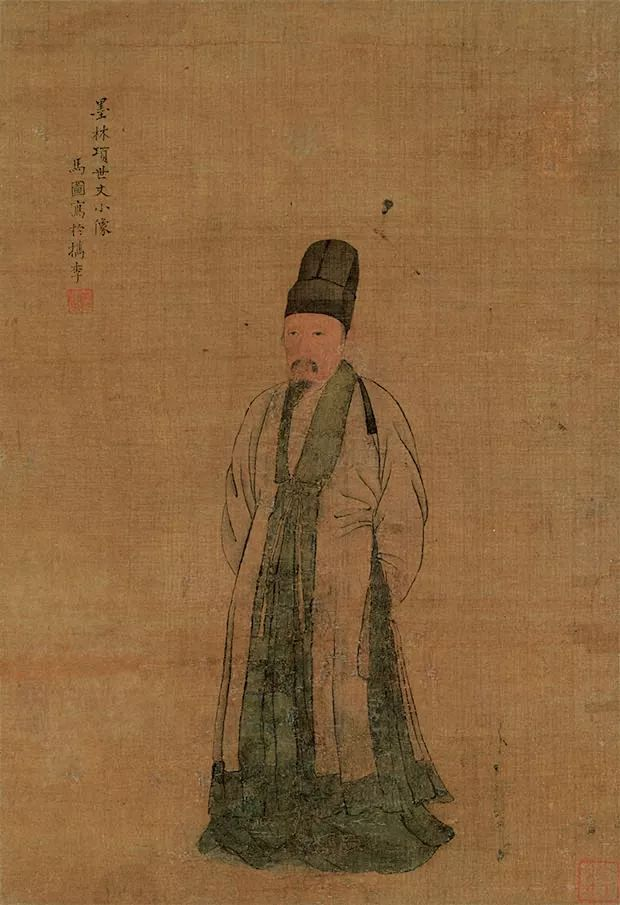
項元汴

項 元汴（こう げんべん、嘉靖4年（1525年） - 万暦18年（1590年））は、中国明代後期の書画収蔵家として知られる。字は子京。号は墨林・墨林山人・香巌居士・退密斎主人・恵泉山樵、室号を天籟閣とした。本貫は嘉興府秀水県。

## 生涯
項元汴の家は恒産を持っていて富裕であり、国子監生となって地方官僚の経歴がある。書画を好み山水画や花卉画を得意とした。能書・名画・金石・遺文などを天籟閣に集め、明代屈指の収蔵家として知られ、鑑賞家としても評判が高かった。その蔵書は極めて精妙なコレクションであり、宋代の古書籍に出会うとすぐに文彭・文嘉兄弟を呼び寄せて鑑定にあたらせるほどの力の入れようだった。また仇英や董其昌などは項元汴のコレクションに出会い、自らの芸術に開眼している。項元汴の収蔵品は今日にも名品が伝わるが美観を損ねるほどの夥しい印顆を書画に捺しており後世の鑑賞家・好事家からは不興を買っている。
収蔵印は、天籟閣・項元汴印・墨林山人・項墨林鑑賞章・桃里・墨林堂・子京珍蔵・項叔子・寄倣・子孫永保・子孫世昌・神遊心賞・退密・浄因庵主・項子京家珍蔵などが知られている。
収蔵品をもとに『天籟閣帖』を刊行している。詩集に『墨林山堂詩集』。画論『蕉窓九録』は偽託書とする説が有力である。
晩年は禅に帰依している。兄の項篤寿・三男の項徳新・孫の項聖謨（六男の項徳達の子）も画をよくした。長兄の項元淇・長男の項徳純も能書をよくした。